# 댄 햄휴스
대니얼 "댄" 햄휴스(영어: Daniel "Dan" Hamhuis, 1982년 12월 13일 ~ )는 캐나다의 은퇴한 아이스하키 선수로 포지션은 수비수이다. 현역 시절에 내셔널 하키 리그(NHL)의 팀인 내슈빌 프레더터스와 밴쿠버 캐넉스, 댈러스 스타스 소속으로 뛰고 있다.